# Габровица при Чърнем Калу
Габровица при Чърнем Калу (на словенски: Gabrovica pri Črnem Kalu) е село в Словения, Обално-крашки регион, община Копер. Според Националната статистическа служба на Република Словения през 2002 г. селото има 76 жители.